# زياد خوري (مخرج)
زياد خوري مخرج ومدير تصوير أغاني مصورة، إعلانات وأفلام وثائقية لبناني. وقد تعامل مع عدد كبير من الفنانين العرب منهم راغب علامة و باسكال مشعلاني وهشام عباس ووليد توفيق و صابر الرباعي.